# Musée Bonnat
Il Museo Bonnat (Musée Bonnat) si trova a Bayonne, in Aquitania, ed è dedicato alla storia dell'arte.

## Storia
Il museo nacque nel 1891, quando il pittore Léon Bonnat regalò alla sua città natale la sua estesa collezione d'arte, comprendente un eccezionale nucleo di arti grafiche, e numerose vedute della città di Bayonne da lui realizzate. In seguito altre donazioni arricchirono le collezioni del museo, facendone una delle gallerie più importanti della Francia del sud.

## Collezioni
Oggi il museo vanta circa 5000 pezzi, con una delle più importanti collezioni di arte spagnola di Francia, una notevople collezione di dipinti francesi del XIX secolo e la migliore raccolta di disegni del paese dopo quella del Cabinet des Dessins del Louvre.
Tra i maestri esposti figurano opere di El Greco, Jusepe de Ribera, Bartolomé Esteban Murillo, Francisco de Goya, Van Dyck, Rembrandt, Filippo Lippi, Giambattista Tiepolo, Joshua Reynolds, Thomas Lawrence, John Constable, J.M.W. Turner e numerosi studi di Rubens.
Tra i francesi del XIX secolo spiccano Boudin, Corot, Courbet, David, Degas, Delacroix, Géricault, Girodet, Ingres, Puvis de Chavannes e naturalmente Bonnat.
Esiste anche una collezione di arti applicate e di arte contemporanea.

### Disegni
Il gabinetto dei disegni è unico nel suo genere fuori da Parigi e vanta circa 2000 opere. Tra i maestri rappresentati ci sono Lorrain, Charles Le Brun, Jean Honoré Fragonard, François Boucher, Antoine Watteau, Hubert Robert, Ingres, Jacques Louis David, Géricault, Delacroix, Albrecht Dürer, Rembrandt, Perugino, Pisanello, Luca Signorelli, Domenico Ghirlandaio, Leonardo da Vinci, Giovanni Bellini, Sandro Botticelli, Raffaello, Michelangelo, Giulio Romano, Tiziano, Parmigianino, Correggio, Primaticcio, Paolo Veronese, Federico Barocci, Annibale Carracci, Guercino, Pietro da Cortona, Francesco Guardi, Giovanni Battista Piranesi, Francisco de Goya, ecc.